# Lista planetelor minore/40801–40900
Aceasta este Lista planetelor minore/40801–40900; pentru a naviga prin lista completă vezi Lista planetelor minore.
Pentru ale detalii vezi și Proiect:Astronomie sau Portal:Astronomie.
| Nume    | Denumire provizorie | Data descoperirii | Locul descoperirii | Descoperitor(i) |
| ------- | ------------------- | ----------------- | ------------------ | --------------- |
| 40801 - | 1999 TN38           | 1 octombrie 1999  | Catalina           | CSS             |
| 40802 - | 1999 TL39           | 3 octombrie 1999  | Catalina           | CSS             |
| 40803 - | 1999 TX39           | 3 octombrie 1999  | Catalina           | CSS             |
| 40804 - | 1999 TQ40           | 5 octombrie 1999  | Catalina           | CSS             |
| 40805 - | 1999 TW41           | 3 octombrie 1999  | Kitt Peak          | Spacewatch      |
| 40806 - | 1999 TX41           | 3 octombrie 1999  | Kitt Peak          | Spacewatch      |
| 40807 - | 1999 TQ48           | 4 octombrie 1999  | Kitt Peak          | Spacewatch      |
| 40808 - | 1999 TB53           | 6 octombrie 1999  | Kitt Peak          | Spacewatch      |
| 40809 - | 1999 TZ57           | 6 octombrie 1999  | Kitt Peak          | Spacewatch      |
| 40810 - | 1999 TK63           | 7 octombrie 1999  | Kitt Peak          | Spacewatch      |
| 40811 - | 1999 TL63           | 7 octombrie 1999  | Kitt Peak          | Spacewatch      |
| 40812 - | 1999 TV63           | 7 octombrie 1999  | Kitt Peak          | Spacewatch      |
| 40813 - | 1999 TJ66           | 8 octombrie 1999  | Kitt Peak          | Spacewatch      |
| 40814 - | 1999 TY69           | 9 octombrie 1999  | Kitt Peak          | Spacewatch      |
| 40815 - | 1999 TY77           | 11 octombrie 1999 | Kitt Peak          | Spacewatch      |
| 40816 - | 1999 TX78           | 11 octombrie 1999 | Kitt Peak          | Spacewatch      |
| 40817 - | 1999 TT79           | 11 octombrie 1999 | Kitt Peak          | Spacewatch      |
| 40818 - | 1999 TR80           | 11 octombrie 1999 | Kitt Peak          | Spacewatch      |
| 40819 - | 1999 TT80           | 11 octombrie 1999 | Kitt Peak          | Spacewatch      |
| 40820 - | 1999 TY89           | 2 octombrie 1999  | Socorro            | LINEAR          |
| 40821 - | 1999 TD90           | 2 octombrie 1999  | Socorro            | LINEAR          |
| 40822 - | 1999 TM90           | 2 octombrie 1999  | Socorro            | LINEAR          |
| 40823 - | 1999 TU90           | 2 octombrie 1999  | Socorro            | LINEAR          |
| 40824 - | 1999 TV90           | 2 octombrie 1999  | Socorro            | LINEAR          |
| 40825 - | 1999 TZ90           | 2 octombrie 1999  | Socorro            | LINEAR          |
| 40826 - | 1999 TP91           | 2 octombrie 1999  | Socorro            | LINEAR          |
| 40827 - | 1999 TT92           | 2 octombrie 1999  | Socorro            | LINEAR          |
| 40828 - | 1999 TM93           | 2 octombrie 1999  | Socorro            | LINEAR          |
| 40829 - | 1999 TT93           | 2 octombrie 1999  | Socorro            | LINEAR          |
| 40830 - | 1999 TV93           | 2 octombrie 1999  | Socorro            | LINEAR          |
| 40831 - | 1999 TU94           | 2 octombrie 1999  | Socorro            | LINEAR          |
| 40832 - | 1999 TH95           | 2 octombrie 1999  | Socorro            | LINEAR          |
| 40833 - | 1999 TJ95           | 2 octombrie 1999  | Socorro            | LINEAR          |
| 40834 - | 1999 TL95           | 2 octombrie 1999  | Socorro            | LINEAR          |
| 40835 - | 1999 TM95           | 2 octombrie 1999  | Socorro            | LINEAR          |
| 40836 - | 1999 TQ95           | 2 octombrie 1999  | Socorro            | LINEAR          |
| 40837 - | 1999 TX95           | 2 octombrie 1999  | Socorro            | LINEAR          |
| 40838 - | 1999 TY95           | 2 octombrie 1999  | Socorro            | LINEAR          |
| 40839 - | 1999 TH96           | 2 octombrie 1999  | Socorro            | LINEAR          |
| 40840 - | 1999 TS96           | 2 octombrie 1999  | Socorro            | LINEAR          |
| 40841 - | 1999 TQ98           | 2 octombrie 1999  | Socorro            | LINEAR          |
| 40842 - | 1999 TX98           | 2 octombrie 1999  | Socorro            | LINEAR          |
| 40843 - | 1999 TD99           | 2 octombrie 1999  | Socorro            | LINEAR          |
| 40844 - | 1999 TS101          | 2 octombrie 1999  | Socorro            | LINEAR          |
| 40845 - | 1999 TL102          | 2 octombrie 1999  | Socorro            | LINEAR          |
| 40846 - | 1999 TN102          | 2 octombrie 1999  | Socorro            | LINEAR          |
| 40847 - | 1999 TU102          | 2 octombrie 1999  | Socorro            | LINEAR          |
| 40848 - | 1999 TZ102          | 2 octombrie 1999  | Socorro            | LINEAR          |
| 40849 - | 1999 TG103          | 2 octombrie 1999  | Socorro            | LINEAR          |
| 40850 - | 1999 TR104          | 3 octombrie 1999  | Socorro            | LINEAR          |
| 40851 - | 1999 TZ104          | 3 octombrie 1999  | Socorro            | LINEAR          |
| 40852 - | 1999 TX105          | 3 octombrie 1999  | Socorro            | LINEAR          |
| 40853 - | 1999 TA106          | 4 octombrie 1999  | Socorro            | LINEAR          |
| 40854 - | 1999 TU107          | 4 octombrie 1999  | Socorro            | LINEAR          |
| 40855 - | 1999 TG108          | 4 octombrie 1999  | Socorro            | LINEAR          |
| 40856 - | 1999 TP108          | 4 octombrie 1999  | Socorro            | LINEAR          |
| 40857 - | 1999 TP110          | 4 octombrie 1999  | Socorro            | LINEAR          |
| 40858 - | 1999 TR110          | 4 octombrie 1999  | Socorro            | LINEAR          |
| 40859 - | 1999 TX111          | 4 octombrie 1999  | Socorro            | LINEAR          |
| 40860 - | 1999 TQ113          | 4 octombrie 1999  | Socorro            | LINEAR          |
| 40861 - | 1999 TR113          | 4 octombrie 1999  | Socorro            | LINEAR          |
| 40862 - | 1999 TB114          | 4 octombrie 1999  | Socorro            | LINEAR          |
| 40863 - | 1999 TL115          | 4 octombrie 1999  | Socorro            | LINEAR          |
| 40864 - | 1999 TO115          | 4 octombrie 1999  | Socorro            | LINEAR          |
| 40865 - | 1999 TH116          | 4 octombrie 1999  | Socorro            | LINEAR          |
| 40866 - | 1999 TU117          | 4 octombrie 1999  | Socorro            | LINEAR          |
| 40867 - | 1999 TD118          | 4 octombrie 1999  | Socorro            | LINEAR          |
| 40868 - | 1999 TM118          | 4 octombrie 1999  | Socorro            | LINEAR          |
| 40869 - | 1999 TN118          | 4 octombrie 1999  | Socorro            | LINEAR          |
| 40870 - | 1999 TQ119          | 4 octombrie 1999  | Socorro            | LINEAR          |
| 40871 - | 1999 TS120          | 4 octombrie 1999  | Socorro            | LINEAR          |
| 40872 - | 1999 TB121          | 4 octombrie 1999  | Socorro            | LINEAR          |
| 40873 - | 1999 TL121          | 4 octombrie 1999  | Socorro            | LINEAR          |
| 40874 - | 1999 TL122          | 4 octombrie 1999  | Socorro            | LINEAR          |
| 40875 - | 1999 TA123          | 4 octombrie 1999  | Socorro            | LINEAR          |
| 40876 - | 1999 TH123          | 4 octombrie 1999  | Socorro            | LINEAR          |
| 40877 - | 1999 TF124          | 15 octombrie 1999 | Socorro            | LINEAR          |
| 40878 - | 1999 TU124          | 4 octombrie 1999  | Socorro            | LINEAR          |
| 40879 - | 1999 TX124          | 4 octombrie 1999  | Socorro            | LINEAR          |
| 40880 - | 1999 TA125          | 4 octombrie 1999  | Socorro            | LINEAR          |
| 40881 - | 1999 TY125          | 4 octombrie 1999  | Socorro            | LINEAR          |
| 40882 - | 1999 TZ125          | 4 octombrie 1999  | Socorro            | LINEAR          |
| 40883 - | 1999 TB126          | 4 octombrie 1999  | Socorro            | LINEAR          |
| 40884 - | 1999 TC126          | 4 octombrie 1999  | Socorro            | LINEAR          |
| 40885 - | 1999 TS126          | 4 octombrie 1999  | Socorro            | LINEAR          |
| 40886 - | 1999 TE127          | 4 octombrie 1999  | Socorro            | LINEAR          |
| 40887 - | 1999 TG128          | 4 octombrie 1999  | Socorro            | LINEAR          |
| 40888 - | 1999 TW131          | 6 octombrie 1999  | Socorro            | LINEAR          |
| 40889 - | 1999 TY132          | 6 octombrie 1999  | Socorro            | LINEAR          |
| 40890 - | 1999 TE133          | 6 octombrie 1999  | Socorro            | LINEAR          |
| 40891 - | 1999 TH136          | 6 octombrie 1999  | Socorro            | LINEAR          |
| 40892 - | 1999 TY136          | 6 octombrie 1999  | Socorro            | LINEAR          |
| 40893 - | 1999 TL138          | 6 octombrie 1999  | Socorro            | LINEAR          |
| 40894 - | 1999 TQ138          | 6 octombrie 1999  | Socorro            | LINEAR          |
| 40895 - | 1999 TZ140          | 6 octombrie 1999  | Socorro            | LINEAR          |
| 40896 - | 1999 TO141          | 6 octombrie 1999  | Socorro            | LINEAR          |
| 40897 - | 1999 TG142          | 7 octombrie 1999  | Socorro            | LINEAR          |
| 40898 - | 1999 TP142          | 7 octombrie 1999  | Socorro            | LINEAR          |
| 40899 - | 1999 TR142          | 7 octombrie 1999  | Socorro            | LINEAR          |
| 40900 - | 1999 TV142          | 7 octombrie 1999  | Socorro            | LINEAR          |